# عمق ضوئي

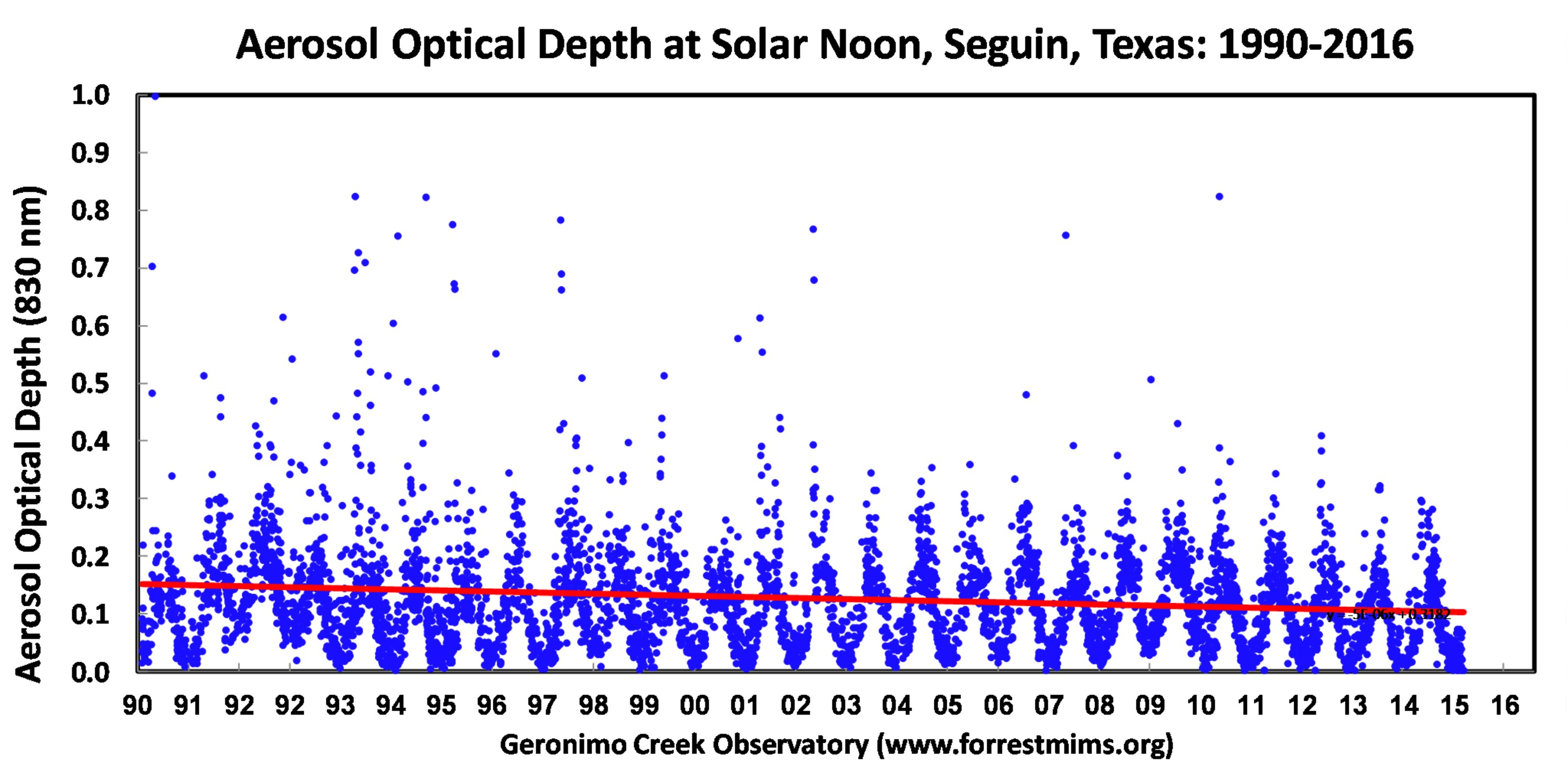
صورة تصف عمق ضوئي

العمق الضوئي Optical depth هو مقياس لعدم نفاذية الضوء في المادة، وفي أسهل الحالات عندما تكون الطبقة متجانسة، فإن عمقها الضوئي يصبح عبارة عن حاصل ضرب العمق الهندسي (بالسنتميتر)في معامل امتصاص المادة، وطبقة عمقها الضوئي ح = 1 تضعف الضوء الساقط عمودياً عليها إلى حوالي 1/3 قيمته الأصلية، والطبقات ذات العمق الضوئي الكبير بالنسبة للوحدة هي من الناحية العملية غير منفذة ويرمز لها بأنها عميقة ضوئياً، أما الطبقات ذات العمق الضوئي الأقل كثيراً عن الوحدة فإنها منفذة وتعرف بأنها رقيقة ضوئياً، وحسب تعريف العمق الضوئي فإن طبقة ما يمكن أن تكون عميقة ضوئية وهي رقيقة نتيجة لأنها مكونة من مادة شديدة الامتصاص أو أنها سميكة هندسيا ومادتها قليلة الامتصاص، ولما كان معامل الامتصاص يعتمد على طول الموجة فإن طبقة واحدة لها كثير من الأعماق الضوئية عند الأطوال الموجية المختلفة، وعلى سبيل المثال فإن الإكليل الشمسي وإن كان رقيقا ضوئيا بالنسبة للضوء البصري أي منفذا له إلا أنه عميق ضوئيا بالنسبة للموجات الراديوية، أي غير منفذ لها.